# Bataille d'Héliopolis
Cet article concerne la bataille ayant eu lieu au VIIe siècle. Pour la bataille du XVIIIe siècle, voir Bataille d'Héliopolis (1800).
 (août 2024).
Si vous disposez d'ouvrages ou d'articles de référence ou si vous connaissez des sites web de qualité traitant du thème abordé ici, merci de compléter l'article en donnant les références utiles à sa vérifiabilité et en les liant à la section « Notes et références ».
Guerres arabo-byzantines
Batailles
- Mu'tah (629)
- Ajnadayn (634)
- Damas (634)
- Fahl (635)
- Yarmouk (636)
- Jérusalem (636-637)

- Héliopolis (640)
- Nikiou (646)

- Sufétula (647)
- Tahouda (683)
- Mammès (688)
- Carthage (698)
- Oued Nini (698)

- 1re Constantinople (674-678)
- Sébastopolis (692)
- Tyane (~708)
- 2e Constantinople (717-718)
- Andrinople (718)
- Nicée (727)
- Akroinon (740)

- Kamacha (766)
- Invasion de l'Asie Mineure (782)
- Kopidnadon (788)
- Krasos (804)
- Invasion de l'Asie Mineure (806)
- Anzen (838)
- Amorium (838)
- Mauropotamos (844)
- Poson (863)
- Bathys Ryax (872 ou 878)

- Syracuse (877-878)
- Stelai ou 1re Milazzo (880)
- 2e Milazzo (888)
- Taormine (902)
- Garigliano (915)
- Détroit (965)
- Georges Maniakès en Sicile (1038-1040)

- Phœnix de Lycie (655)
- Keramaia (746)
- Conquête musulmane de la Crête (années 820)
- Damiette (853)
- Raguse (866-868)
- Kardia (~872-873)
- Golfe de Corinthe (~873)
- Céphalonie (880)
- Chalcis (~883)
- Thessalonique (904)

- Portes ciliciennes (878)
- Campagnes de Jean Kourkouas (926-944)
- Marach (953)
- Raban (958)
- Andrassos (960)
- Campagnes de Nicéphore II Phocas (956-969)
- Chandax (960-961)
- Alexandrette (971)
- Campagnes de Jean Tzimiskès (~950-975)
- Gués de l'Oronte (994)
- Alep (994-995)
- Apamée (998)
- Campagnes de Basile II (979-999)
- Azâz (1030)

La bataille d'Héliopolis ou Ayn Shams est une bataille décisive opposant les armées musulmanes arabes dirigées par Amr ibn al-As aux forces Byzantines pour le contrôle de l'Égypte. Bien qu'il y ait eu plusieurs escarmouches majeures après cette bataille, elle a effectivement décidé du sort du règne byzantin en Égypte et a ouvert la porte à la conquête musulmane de l'exarchat byzantin d'Afrique. 

## Contexte des conquêtes islamiques
À la mort de Mahomet en 632, sa prédication avait effectivement unifié l'ensemble de la péninsule arabique. Au cours des douze années suivantes, sous la domination des deux premiers califes, un empire islamique surgit, qui annexa tout ce qu'avait été l'Empire sassanide et la plupart des provinces orientales de l'Empire byzantin. Le califat musulman continua à se développer jusqu'à la fin du VIIIe siècle, où il s'étendait de l'océan Atlantique à l'ouest jusqu'à l'Asie centrale à l'est.
Sous le premier calife, Abou Bakr As-Siddiq, la force fut utilisée pour empêcher les troubles et les rébellions et empêcher l'effondrement du nouvel État islamique. Les premiers raids furent conduits dans le territoire de l'Empire Sassanide. Mais l'attaque totale sur les empires voisins vint avec l'ascension du second calife, Omar ibn al-Khattâb. Lorsque le nouveau calife débuta son règne en 634, la situation au Moyen-Orient était plus propice à un pouvoir nouveau et ambitieux: les deux principales puissances traditionnelles de la région, les empires byzantins et sassanides sortaient tout juste d'un conflit qui faisait rage depuis plus de 20 ans. Au cours des années 630, la Perse Sassanide se retrouva en état de guerre civile, tandis que Byzance, sous l'empereur vieillissant Héraclius, qui voyait sa main-d'œuvre et ses ressources épuisées dans la lutte avec son ancien adversaire, luttait pour rétablir son autorité sur ses récentes reconquêtes des provinces de l'est. Les deux États se trouvaient donc plongés dans la tourmente, et furent incapables d'arrêter l'expansion musulmane ou de se remettre de ses premiers assauts. On ne sait pas si Omar voulait dès le départ conquérir à la fois l'Empire Sassanide et l'Empire byzantin, ou tout simplement effectuer des raids, puis, en s'apercevant de leur faiblesse, déclencha une invasion à grande échelle. 

## Conquête arabe d'Égypte
Après avoir réussi à conquérir la Syrie entre 634 et 638, les Arabes tournèrent leur attention vers l'Égypte. L'attaque contre l'Afrique surprit les Byzantins. Les généraux d'Héraclius l'avaient bien mal conseillé en  arguant que les musulmans auraient besoin d'une génération pour pacifier la Perse avant d'entreprendre une autre grande conquête. L'empereur de plus en plus fragile, obligé de dépendre de ses généraux, ne sut ou ne put prendre les mesure adaptées à la situation.
En 639, moins d'un an après la chute complète de l'Empire Sassanide, une armée de quelque 4 000 hommes commandée par Amr ibn al-A'as , sous les ordres d'Omar, commença l'invasion du diocèse d'Égypte. Cette force relativement petite marcha de Syrie en passant par El-Arich, en prenant aisément Péluse, de là ils passèrent à Bilbéis, où ils furent retardés un mois. Mais après avoir capturé Bilbeis, les Arabes se mirent en marche de nouveau, faisant écho à la campagne fructueuse d'Héraclius contre les Sassanides une dizaine d'années auparavant. Une petite force, commandée par un commandant charismatique et tactiquement brillant, pénètre sur les arrières des lignes ennemies et y sème le chaos. Ils assiégèrent la forteresse de Babylone près du Caire moderne, qui résista pendant sept mois. En attendant, Amr et son armée marchèrent jusqu'à un point sur le Nil appelé Umm Dunein. Un siège s'ensuivit, rendu difficile par manque d'engins de siège et absence de supériorité numérique. Après avoir finalement pris Umm Dunein, Amr traversa le Nil à Faiyum . Pendant ce temps, le 6 juin 640, une deuxième armée envoyée par Omar arrivait à Heliopolis (la moderne Ayn Shams) et entamait elle aussi un siège. Amr ramena alors ses troupes par le Nil pour unir ses forces avec celles de l'armée de secours. Ils se préparaient à faire mouvement vers Alexandrie - quand les éclaireurs signalèrent l'approche de l'armée byzantine.

### Bataille
À ce moment-là, l'armée arabe unie est confrontée à une armée romaine dont les forces sont estimées à un peu plus de 20 000 hommes,  dirigées par Théodore, commandant de toutes les forces byzantines en Égypte. Amr ibn al-A'as, qui a pris le commandement général, avec des forces arabes totalisant environ 15 000 hommes sous le commandement les bat, au début de la mi-juillet 640, près de l'ancienne ville d'Héliopolis. Tout comme les généraux byzantins qui ont échoué complètement en Syrie, les généraux de l'Empire en Égypte échouèrent de manière spectaculaire, et la province économiquement la plus précieuse de l'Empire après l'Anatolie fut définitivement perdue. 
L'armée byzantine aurait pu intervenir plus tôt, mais ne le fit pas, pour des raisons qui ne seront jamais connues. Bien que les historiens tels que Butler reprochent la trahison des chrétiens coptes ainsi que l'échec des généraux byzantins pour la chute rapide de l'exarchat d'Égypte, Edward Gibbon, dans son Histoire de la décadence et de la chute de l'Empire romain, ne blâme personne autant qu'il félicite le caractère et le génie d'Amr pour sa victoire à Heliopolis. Gibbon dit que « la conquête de l'Égypte s'explique par le caractère du Sarrasin victorieux, l'un des premiers de sa nation ».
Que ce soit par la folie des généraux byzantins, y compris Théodore, qui contribua à ce désastre, il n'en reste pas moins qu'Amr mena certainement brillamment ses troupes à Héliopolis. Lorsque l'armée byzantine commença à s'approcher, il divisa son armée en trois unités distinctes, avec un détachement sous le commandement d'un commandant de confiance Kharija. Cette unité marchait rapidement à l'est jusqu'aux collines voisines, où elle s'est effectivement cachée. Cette unité devait rester là jusqu'à ce que les Romains aient commencé la bataille, à ce moment-là, ils devaient tomber sur le flanc ou l'arrière de l'armée romaine, ce qui était l'endroit le plus vulnérable de la formation. Le deuxième détachement Amr fut envoyé au sud, qui devait être la direction que les Romains devraient emprunter pour fuir si la bataille devait mal tourner. Une fois que les forces byzantines furent entrées en contact avec les forces d'Amr et eurent débuté leur attaque, le détachement de Kharija attaqua l'arrière de l'armée byzantine, bénéficiant totalement de l'effet de surprise. Théodore n'avait pas gardé les scouts ou, s'il l'avait fait, Il ignora leur avertissement  concernant les cavaliers arabes qui approchaient. Cette attaque de l'arrière créa un chaos total dans les rangs byzantins. Comme les troupes de Théodore tentèrent de fuir vers le sud, elles furent attaquées par le troisième détachement, placé là pour l'occasion. Ce dernier coup acheva de désorganiser l'armée byzantine, dont les éléments prirent alors la fuite dans toutes les directions. 
Théodore  survécu, mais avec seulement un petit fragment de son armée, alors que le reste avait été tué ou capturé. Au lendemain de la bataille, la grande majorité de l'Égypte méridionale et centrale était tombée entre les mains d'Amr. La défaite à Heliopolis fut cruciale, car elle permit aux Arabes d'éliminer la dernière force romaine qui se tenait entre eux le cœur de l'Égypte. Non seulement la bataille d'Héliopolis laissa l'Égypte pratiquement sans défense, mais elle encouragea les indigènes mécontents, dont la plupart étaient des chrétiens monophysites ayant souffert des persécutions de Constantinople, à se soulever contre leur oppresseur. Bien que l'Empire byzantin soit par héritage romain, ses traditions, son langage et son élite dirigeante, à cette époque, étaient grecs. Les Grecs d'Égypte, qui ne représentaient pas plus du dixième de la population indigène, furent submergés. Comme Bury a écrit dans l’Histoire de l'Empire romain tardif d'Arcadius à Irene :

« Les Grecs avaient déjà été détestés, ils n'étaient plus redoutés: le magistrat s'est enfui de son tribunal, l'évêque de son autel; Et les garnisons lointaines ont été prises ou affamés par les populations environnantes.
La population indigène avait entendu dire que la fiscalité et la domination sous le califat était bien meilleure que celle des Romains, et une fois que la bataille d'Héliopolis fut finie, elle laissa les Romains sans armée pour maintenir l'obéissance de la population, sans elle l'obéissance avait disparu et une grande partie des coptes chrétiens ont pris parti pour les musulmans qui venaient d'envahir les Byzantins. Ironiquement, certains coptes qui trouvaient les musulmans plus tolérants que les Byzantins, se tournèrent vers l'islam. En échange d'un tribut d'argent et de nourriture pour les troupes d'occupation, les habitants chrétiens d'Égypte ont été dispensés de service militaire et laissés libres dans la pratique de leur religion et de l'administration de leurs affaires, tandis qu'Am était Emir d'Égypte. Un nombre plus restreint restèrent fidèles aux Byzantins, dans l'espoir qu'ils offriraient une défense contre les envahisseurs arabes »

Après la fin du règne d'Amr en Égypte, la population put constater que ses taxes augmentaient toujours. En effet, sous le califat omeyyade, les chrétiens coptes d'Égypte trouvèrent leurs impôts plus élevés que sous la domination des Grecs byzantins.

## Conséquences
L'année suivante et demie a été consacrée à plus de manœuvres, d'escarmouches et de sièges avant la capitulation formelle de la capitale, Alexandrie , qui eut lieu le 4 novembre 641, mais comme le dit si bien Sir Walter Scott, "le sort de l'Afrique byzantine a été décidé à la bataille d'Héliopolis." La perte permanente de l'Égypte laissa l'Empire byzantin sans ses ressources de nourriture et d'argent. La perte de l'Égypte et de la Syrie, suivie plus tard par la conquête de l'Exarchat d'Afrique, signifiait aussi que la Méditerranée, qui fut longtemps un « lac romain », était maintenant contestée entre deux puissances : le califat musulman et les Byzantins. En l'occurrence, l'Empire byzantin, bien qu'il fût attaqué avec force, pourrait s'accrocher à l'Anatolie, tandis que les puissants murs de Constantinople le sauveraient, lors de deux grands sièges arabes, et lui permettraient ainsi d'éviter le sort funeste de l'Empire perse. 